# الإزار (نجم)
الإزار (بالإنجليزية: Epsilon Boötis)‏ هو نجم مزدوج في كوكبة العواء. أسمه التقليدي Izar أوPulcherrima مشتق من الاسم العربي.
يتكون من نجم عملاق ساطع ونجم نسق أساسي. النجم العملاق هو في مرحلة متأخرة نوعا ما من حياته حسب تطور النجوم، بعد أن استنفدت بالفعل امداداه من وقود الهيدروجين. بمرور الوقت نجم النسق الأساسي سيصل إلى هذه المرحلة من حياته وسيفقد النجم الأكبر الكثير من كتلته في سديم كوكبي، وسوف يتطور إلى قزم أبيض، وهكذا سيتغير دور هذين النجمين ليصبح النجم الكبير قزم معتم والصغير سيتحول إلى نجم عملاق.

تبلغ درجة حرارة النجم الأكبر 8700 كلفن والأصغر 4800 كلفن والقدر الظاهري 2,7 للأكبر و5,12 للأصغر.